# Lituanie aux Deaflympics
La Lituanie participe 6 fois aux Deaflympics d'été depuis 1993 et 4 fois aux Jeux d'hiver depuis 1995. 

## Bilan général
L'équipe de Lituanie obtient 45 médailles des Deaflympics donc 12 or, 13 argent et 20 bronze.
| Année | Médaille d'or, Jeux olympiques | Médaille d'argent, Jeux olympiques | Médaille de bronze, Jeux olympiques | Total | Rang |
| 1993  | 0                              | 1                                  | 0                                   | 1     | NC   |
| 1997  | 1                              | 1                                  | 2                                   | 4     | NC   |
| 2001  | 2                              | 0                                  | 3                                   | 5     | 19e  |
| 2005  | 3                              | 1                                  | 4                                   | 8     | 19e  |
| 2009  | 2                              | 4                                  | 7                                   | 13    | 20e  |
| 2013  | 4                              | 5                                  | 4                                   | 13    | 10e  |
| Total | 12                             | 12                                 | 20                                  | 44    |      |

| Année | Médaille d'or, Jeux olympiques | Médaille d'argent, Jeux olympiques | Médaille de bronze, Jeux olympiques | Total  | Rang   |
| 1995  | 0                              | 0                                  | 0                                   | 0      | NC     |
| 1999  | 0                              | 1                                  | 0                                   | 1      | 14e    |
| 2003  | 0                              | 0                                  | 0                                   | 0      | NC     |
| 2007  | 0                              | 0                                  | 0                                   | 0      | NC     |
| 2011  | Annulé                         | Annulé                             | Annulé                              | Annulé | Annulé |
| Total | 0                              | 1                                  | 0                                   | 1      |        |